# Mesochorus pullus
Mesochorus pullus är en stekelart som beskrevs av Schwenke 1999. Mesochorus pullus ingår i släktet Mesochorus och familjen brokparasitsteklar. Inga underarter finns listade i Catalogue of Life.